# 이토 켄타로 (배우)
이토 켄타로(일본어: 伊藤 健太郎い 이토 겐타로[*], 1997년 6월 30일 ~ )는 일본의 패션 모델, 배우이다.
도쿄도 출신. 이미지 엔터테인먼트 소속.

## 인물

### 예명과 본명
- 예명: 켄타로(일본어: 健太郎)
- 본명: 이토 켄타로(일본어: 伊藤健太郎)

(2018년 6월 30일 21살 생일을 맞이해 본명을 활동명으로 개명함.)

### 신체 및 정보
- 혈액형 A형
- 키 179cm
- 발사이즈 280cm
- 소띠, 게자리

### 특기 및 취미
- 농구
- 스노우 보드
- 운동화 모으기
- 인간관찰
- 드롭킥
- 가죽제품에 기름 바르기

### 학교 생활
- 중학교 시절: 농구 동아리에서 활동함.
- 고등학교 시절: 응원단 동아리에서 활동하였고, 3학년 때 부장을 맡았음

## 데뷔
- 2012년부터 FineBoys, Men's non-no 등 다양한 잡지에서 패션모델로 활동하다 2014년 드라마 '메꽃'으로 배우 활동을 시작함.

## 배우 활동
주연 작품은 굵게 표시함.

### 드라마
- 메꽃 ~평일 오후 3시의 연인들~ (2014년 7월 ~ 9월, 후지 TV) - 키노시타 케이타 역
- 학교의 계단 (2015년 1월 ~ 3월, 닛폰 TV) - 센자키 하루 역
- 월요 골든 특별 기획 마츠모토 세이쵸 서스펜스 〈그림자 지대〉 (2015년 7월 6일, TBS) - 타시로 케이스케 (학생시절) 역
- 트랜짓 걸즈 (2015년 11월 ~ 12월, 후지 TV) - 후카사와 나오 역
- 굿모닝 콜 (2016년 2월 ~ 6월, FOD/Netflix) - 사타 잇세이 역
- 저 결혼 못 하는 게 아니라, 안 하는 겁니다 (2016년 4월 ~ 6월, TBS) - 사쿠라이 요스케 (고교시절) 역
- 우러러보니 존귀한 (2016년 7월 ~ 9월, TBS) - 이카와 코타츠 역
- 콜드 케이스 ~진실의 문~ 5화 (2016년 11월 19일, WOWOW) - 아리카와 츠토무 역
- 렌탈 사랑 (2017년 1월 ~ 3월, TBS) - 타치바나 하야토 역
- 범죄증후군 시즌2 3화, 4화 (2017년 6월 ~ 7월, WOWOW) - 이치하라 토모타카 역
- 파파활 (2017년 6월 ~ 8월, dTV/후지 TV) - 카키자와 미노루 역
- 사보리만 간타로 4화, 11화 (2017년 7월 ~ 10월, TV 도쿄) - 타카라베 유타카 역
- 아시걸 (2017년 9월 ~ 12월, NHK) - 하기 쿠하치로 타다키요 역
  - 아시걸 SP ~초시공 러브코미디 다시~ (2018년 12월 24일, NHK) - 하기 쿠하치로 타다키요 역
- 파트너 시즌16 10화 (2018년 1월 1일, TV 아사히) - 카미죠 타카키 역
- 봄이 왔다 (2018년 1월 ~ 2월, WOWOW) - 슌타 역
- BG ~신변경호인~ 최종화 (2018년 3월 15일, TV 아사히) - 아라카와 타카시 역
- 기묘한 이야기 2018 봄 특별편 「소년」 (2018년 5월 12일, 후지 TV) - 청년 (타야마 케이스케) 역
- 각오는 됐나, 거기 여자. (2018년 6월 ~ 7월, MBS/TBS) - 니이미 리츠 역
- 오늘부터 우리는!! (2018년 10월 ~, 닛폰 TV) - 이토 신지 역
  - 금요 로드SHOW! 「영화개봉기념!! 오늘부터 우리는!! 스페셜」 (2020년 7월, 닛폰 TV)
- Room Laundering (2018년 11월, MBS/TBS) - 니지카와 아키토 역
- 이 사랑은 죄일까!? (2018년 12월, MBS/TBS) - 코히나타 타이가 역
- LIFE! SP 숨어라! 우사에몬 (2018년 12월 19일, NHK) - 카즈마 역
  - LIFE! presents 숨어라! 우사에몬 ~The Sky Atteck~ (2019년 12월 26일, NHK) - 카즈마 역
- 필살사업인 2019 (2019년 3월 10일, TV 아사히) - 야요시/에비사와 키치에몬 역
- 교장 후편 (2020년 1월, 후지 TV) - 신입생 역
- 연속 테레비 소설 스칼렛 (2020년 2월 ~ 3월, NHK) - 카와하라 타케시 역
- 달라붙는 여자 - 5개의 지옥편 1화 (2020년 3월 6일, TBS) - 타자키 마코토 역
- 피넛 버터 샌드위치 (2020년 4월 ~ 5월, MBS) - 코바야시 렌 역
- 도쿄 러브스토리 2020 (2020년 4월 ~ 6월, 후지 TV/아마존 프라임) - 나가오 칸지 역
- 미해결의 여자 경시청 문서 수사관 시즌2 3화 (2020년 8월 20일, TV 아사히) - 카라키타 레이치 역
- 부모 바보 청춘백서 5화 (2020년 8월, 닛폰 TV) - 이토 켄타로 역
- SUITS 시즌2 11화 (2020년 9월, 후지 TV) - 사타케 신고 역

### 영화
- 내 이야기!! (2015년, 토호) - 쿠리하라 오사무 역
- LUNA (2016년, ROBOT) - 토다 슌스케 역
- 뮤지엄 (2016년, 워너 브라더스 영화) - 사와무라 히사시 (고교시절) 역
- 14의 밤 (2016년, SPOTTED PRODUCTIONS) - 카네다 역
- 치어 댄스 (2017년, 토호) - 야시로 히로시 역
- 사쿠라다 리셋 전편 (2017년, 쇼게이트) - 나카노 토모키 역
  - 사쿠라다 리셋 후편 (2017년, 쇼게이트)
- 선생님! 좋아해도 되나요? (2017년, 워너 브라더스 영화) - 후지오카 유스케 역
- 데메킨 (2017년) - 사타 마사키 역
- 견원 (2018년, 도에이) - 켄타로 역
- 빌어먹을 놈과 아름다운 세계 「빛으로, 향하다」 (2018년) - 슈토 역
- Room Laundering (2018년, 팬톰 필름) - 니지카와 아키토 역
- 커피가 식기 전에 (2018년, 토호) - 신타니 료스케 역
- 각오는 됐나, 거기 여자 (2018년, 도에이) - 니이미 리츠 역
- 우이러브 (2018년, 아스믹 에이스) - 사에키 카즈마 역
- 악의 꽃 (2019년, 팬톰 필름) - 카스가 타카오 역
  - 악의 꽃+ (2020년)
- 오르는 코테라 양 (2020년, 비타즈 엔드) - 콘도 역
- 극장판 오늘부터 우리는!! (2020년, 토호) - 이토 신지 역
- 겁쟁이 페달 (2020년, 쇼치쿠) - 이마이즈미 슌스케 역
- 우주에서 가장 밝은 지붕 (2020년, KADOKAWA) - 아사쿠라 토오루 역
- 돈가스 DJ 아게타로 (2020년, 워너 브라더스) - 야시키 쿠라우도 역
- 십이 단의를 입은 악마 (2020년) - 이토 라이 역

### 버라이어티
- TERRACE HOUSE BOYS & GIRLS IN THE CITY (2016년 2월 ~ , Netflix) - 스튜디오 레귤러
- TERRACE HOUSE ALOHA STATE (2016년 11월 ~ , Netflix) - 스튜디오 레귤러
- Movie Favo (2018년 4월 ~, TBS) - 진행

- K의 여행자 (2019년 1월 ~ 3월, 아사히 TV) - 진행
- 이토 켄타로의 ZIP! 시네마 (2019년 3월 ~, 닛테레) - 진행
- 취활Q (2019년 5월 ~, NHK) - 스튜디오 레귤러
- 모두의 패럴럼픽 1964의 기억 (2019년 6월, NHK) - 진행
- K의 여행자 시즌2 (2019년 7월 ~ 10월, 아사히 TV) - 진행
- 1964의 기억 - 진행
- ZIP! 금요일 레귤러 코너 「이토 켄타로의 ZIP! 시네마」 (2019년 4월 ~, 닛테레) - 진행
- LIFE! (2020년 7월 ~, NHK) - 레귤러
  - LIFE! - 명물 극후 스테이크 편 (2018년 7월 13일) - 요리사 역
  - LIFE! - 너는 겨울의 비어가든을 알고 있니? 편 (2018년 12월 18일) - 알바생 역
  - LIFE! 1.5ch 「숨어라! 나카가와 타이시」 X 아시걸 SP (2018년 12월 18일) - 이토 켄타로, 하기 쿠하치로 타다키요 역
  - LIFE! - 은거 님, 제가 스케 씨입니다 편 (2019년 5월 6일) - 사사키 스케사부로 역
  - LIFE! - 면백절 편 (2019년 12월 25일) - 이토 켄타로 역

### 라디오
- 켄타로의 올나이트 닛폰 R (2018년 2월 4일, 닛폰 방송) - 진행
- 켄타로의 올나이트 닛폰 Zero (2018년 4월 ~ 2020년 4월 , 닛폰 방송) - 진행

### CM
- USJ 크리스마스 2015 (2015년)
- 시세이도 True Effector (2015년)
- 재팬 배구 월드컵 2015 (2015년)
- USJ 2018 봄 (2018년)
- JR SKISKI (2018년)
- 하루야마 PSFA (2019년)
- SMBC 미츠이 스미모토 은행 (2019년)
- H&M Japan (2019년)
- BOOKLIVE! 「북라이브맨」 (2019년)
- 일본 코카콜라 「홍차화전 로얄 밀크티」 (2019년)
- ABC MART 「adidas FLUIDFLOW」 (2019년)
- 마르하니치로 「WILDish」 (2020년)
- 레지나 클리닉 (2020년)
- FFBE 파이널 판타지 브레이브 엑스비어스 (2020년)
- 아큐브 (2020년)

### 뮤직 비디오
- BUMP OF CHICKEN 〈무지개를 기다리는 사람〉 (2013년)
- 시미즈 쇼타 〈SNOW SMILE〉 (2014년)
- 7!! 〈센티미터〉 (2015년)
- 새로운 지도 <새로운 시> (2018년)

### 무대
- 속·시간을 달리는 소녀 (2018년 2월 7일 ~ 2월 20일) - 아사쿠라 고로 역
- 봄이 눈뜰 때 (2019년 4월 13일 ~ 4월 29일) - 메르히오르 역
- 간류섬 (2020년 7월, 전공연중지) - 사사키 코지로 역

## 성우 활동

### 극장판 애니메이션
- 드라이브 헤드 (2018년) - 테라 (청년시절) 역
- 너와 파도를 탈 수 있다면 (2019년) - 카와무라 와사비 역
- 신칸센 변형 로보 신카리온 미래에서 온 신속의 ALFA-X (2019년) - 나하네 역

### 게임
- 프레카투스의 천칭 (2018년) - 토라뷔스 에바루토 역

### 이벤트
- 마이센 동물원 (2019년) - 네비게이트

## 사진집 및 DVD

### 사진집
- 1st 사진집 <G 켄타로> (2018년 3월, 걈비트)
- 1st 사진전 <다시 한번 인사드립니다, 이토 켄타로입니다> (2018년 8월, GALLERY X BYPARCO)

### DVD
- 켄타로의 올나이트 닛폰 Zero 첫회 방송 DVD (2018년 8월, 닛폰 방송)